# Joseph Calleja
Joseph Calleja (Attard, 22 gennaio 1978) è un tenore maltese.

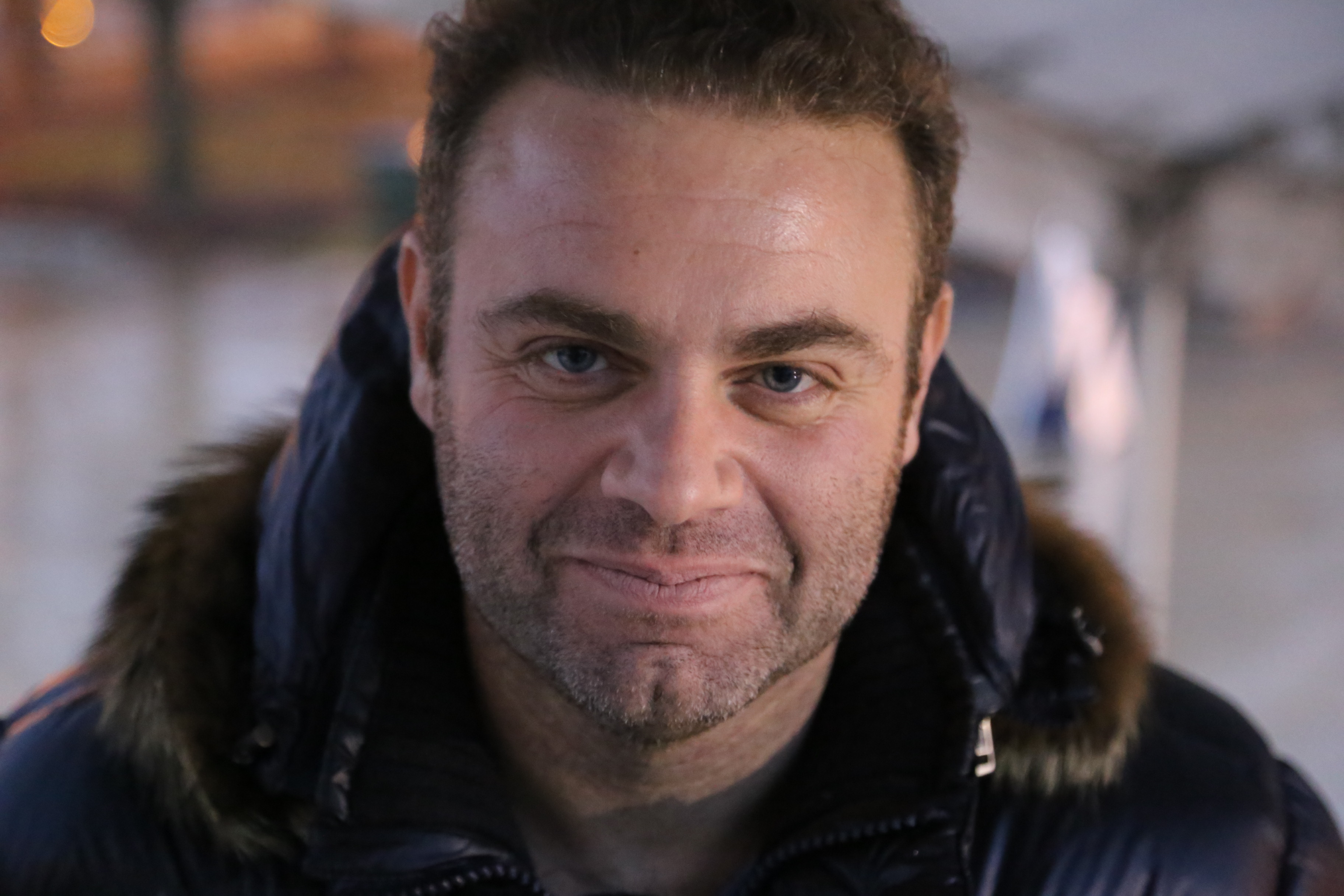
Joseph Calleja

Iniziò a cantare all'età di 16 anni, e fece il suo debutto a 19 anni, nel ruolo di Macduff nel Macbeth di Giuseppe Verdi all'Astra Theatre di Gozo. 
Nel 1998 vinse il Premio Caruso a Milano e vinse un premio anche al concorso Operalia di Plácido Domingo nel 1999.
Nel 1998 è Lind nella prima assoluta di Isabella di Azio Corghi con Lorenzo Regazzo ed Elio (cantante) al Rossini Opera Festival di Pesaro.
Nel 2006 canta al Concerto di Capodanno di Venezia diretto da Kurt Masur con Fiorenza Cedolins e Roberto Scandiuzzi.
In Europa si è esibito in vari teatri, fra cui la Royal Opera House al Covent Garden (Londra), la Staatsoper di Vienna, la Deutsche Oper Berlin, il Liceu di Barcellona, mentre negli USA alla Metropolitan Opera di New York, a Los Angeles, Seattle e Chicago.
Nel 2014 riceve l'International Opera Awards.

## Repertorio
- Adolphe-Charles Adam
  - Si j'étais roi (Zephoris)
- Vincenzo Bellini
  - I Capuleti e i Montecchi (Tebaldo)
  - I puritani (Arturo)
  - La sonnambula (Elvino)
- Azio Corghi
  - Isabella (Lind)
- Gaetano Donizetti
  - L'elisir d'amore (Nemorino)
  - Lucia di Lammermoor (Edgardo)
  - Maria Stuarda (Leicester)
  - Don Pasquale (Ernesto)
  - Roberto Devereux (Roberto Devereux)
- Charles Gounod
  - Faust (Faust)
  - Romeo e Giulietta (Romeo)
- Wolfgang Amadeus Mozart
  - Don Giovanni (Don Ottavio)
- Giacomo Puccini
  - La bohème (Rodolfo)
  - Gianni Schicchi (Rinuccio)
- Gioachino Rossini
  - Il barbiere di Siviglia (il Conte d'Almaviva)
- Giuseppe Verdi
  - Falstaff (Fenton)
  - Un giorno di regno (Edoardo di Sanval)
  - Macbeth (Macduff)
  - Rigoletto (il Duca di Mantova)
  - La traviata (Alfredo)

## Discografia parziale
- Bellini, Capuleti e i Montecchi (Live, Vienna 2008) - Luisi/Netrebko/Garanca/Calleja, 2009 Deutsche Grammophon
- Donizetti: Lucia di Lammermoor - Diana Damrau, 2014 Parlophone/Warner/Erato
- Verdi, Simon Boccanegra - Zanetti/Hampson/Calleja, 2013 Decca
- Calleja, Amore - Mercurio/BBC Concert Orchestra, 2013 Decca
- Calleja, Be my love. A tribute to Mario Lanza - Mercurio/BBC Concert Orchestra, 2012 Decca - quarta posizione in Danimarca
- Calleja, The Maltese Tenor - Kurzak/Orchestre de la Suisse Romande/Marco Armiliato, 2011 Decca
- Calleja, Tenor Arias - Joseph Calleja/Orchestra Sinfonica di Milano/Riccardo Chailly, 2004 Decca
- Calleja, The Golden Voice - Academy of St. Martin in the Fields/Carlo Rizzi/Joseph Calleja, 2005 Decca

## DVD parziale
- Verdi, La Traviata - Antonio Pappano/Renée Fleming/Monika-Evelin Liiv/Kostas Smoriginas/Eddie Wade/Richard Wiegold/Haoyin Xue/Joseph Calleja/Sarah Pring/Neil Gillespie/Thomas Hampson (cantante)/Charbel Mattar/Jonathan Code, regia Richard Eyre, 2011 ROH/Opus Arte/Naxos
- Verdi, Macbeth - Luisi/Netrebko/Lucic/ Calleja/Pape/MET, 2015 Deutsche Grammophon